# San Gregorio (L'Aquila)
San Gregorio è una frazione di 433 abitanti della città dell'Aquila. Distante circa 8 km dal capoluogo, era originariamente compresa nel comune soppresso di Paganica, con cui oggi forma la decima circoscrizione.

## Geografia fisica
Il paese è ubicato ad una altitudine di circa 584 metri, nella valle dell'Aterno. È situato sulla strada statale 17 dell'Appennino Abruzzese e Appulo Sannitica che costeggia il fiume Aterno, nei pressi del tracciato del tratturo magno L'Aquila-Foggia.

## Monumenti e luoghi d'interesse

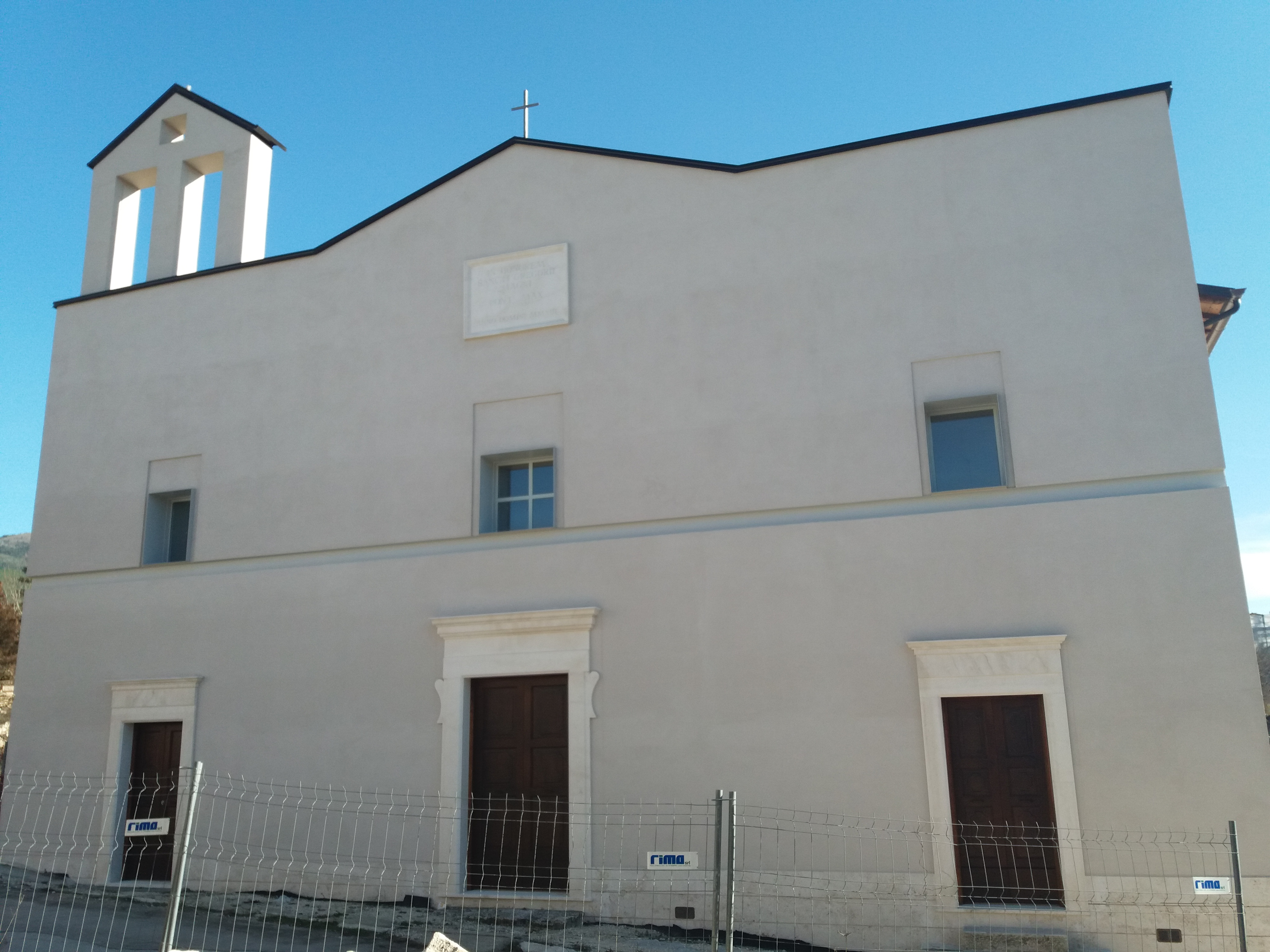
Chiesa di San Gregorio Magno

Il suo centro storico è andato completamente distrutto in seguito al terremoto del 2009, compreso il complesso monumentale e chiesa di San Gregorio Magno, risalente al 1313 ed oggi oggetto di un bando del Ministero per i Beni e le Attività Culturali per la sua ricostruzione.
Altri monumenti notevoli del paese sono il quattrocentesco Palazzo Nardis e le chiese della Madonna di Costantinopoli e di San Giovanni Battista, quest'ultima posta sul tracciato che da San Gregorio giunge sino a Bazzano.

## Infrastrutture e trasporti

### Strade
Il centro abitato è lambito dalla strada statale 17 dell'Appennino Abruzzese, che lo collega da un lato a L'Aquila e dall'altro a Sulmona e Pescara; inoltre, proprio in corrispondenza del paese, dalla SS 17 si dirama la strada regionale 261 Subequana che lo collega alle località della valle dell'Aterno.

### Ferrovie

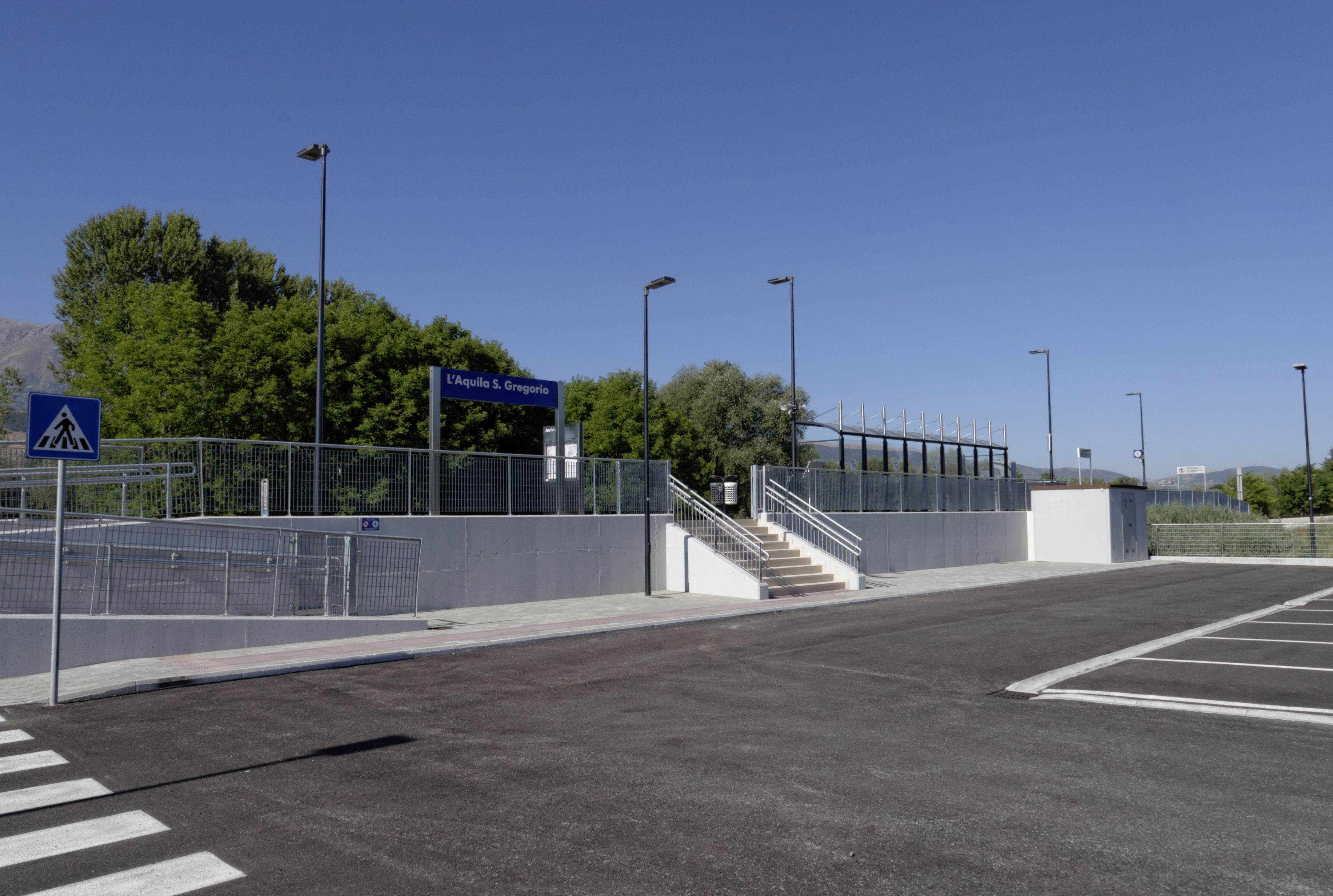
La fermata ferroviaria L'Aquila San Gregorio

La frazione è lambita dalla ferrovia Sulmona-L'Aquila, linea secondaria a binario unico e trazione diesel, che la serve con la fermata di L'Aquila San Gregorio, posta a circa 400 m dal centro storico. Originariamente la frazione non era servita da una stazione apposita: una prima fermata a suo servizio fu istituita nel 1938 e soppressa nel 1962 (fermata di San Gregorio), mentre la fermata attualmente esistente è stata istituita nel 2017.